# Słońcówka

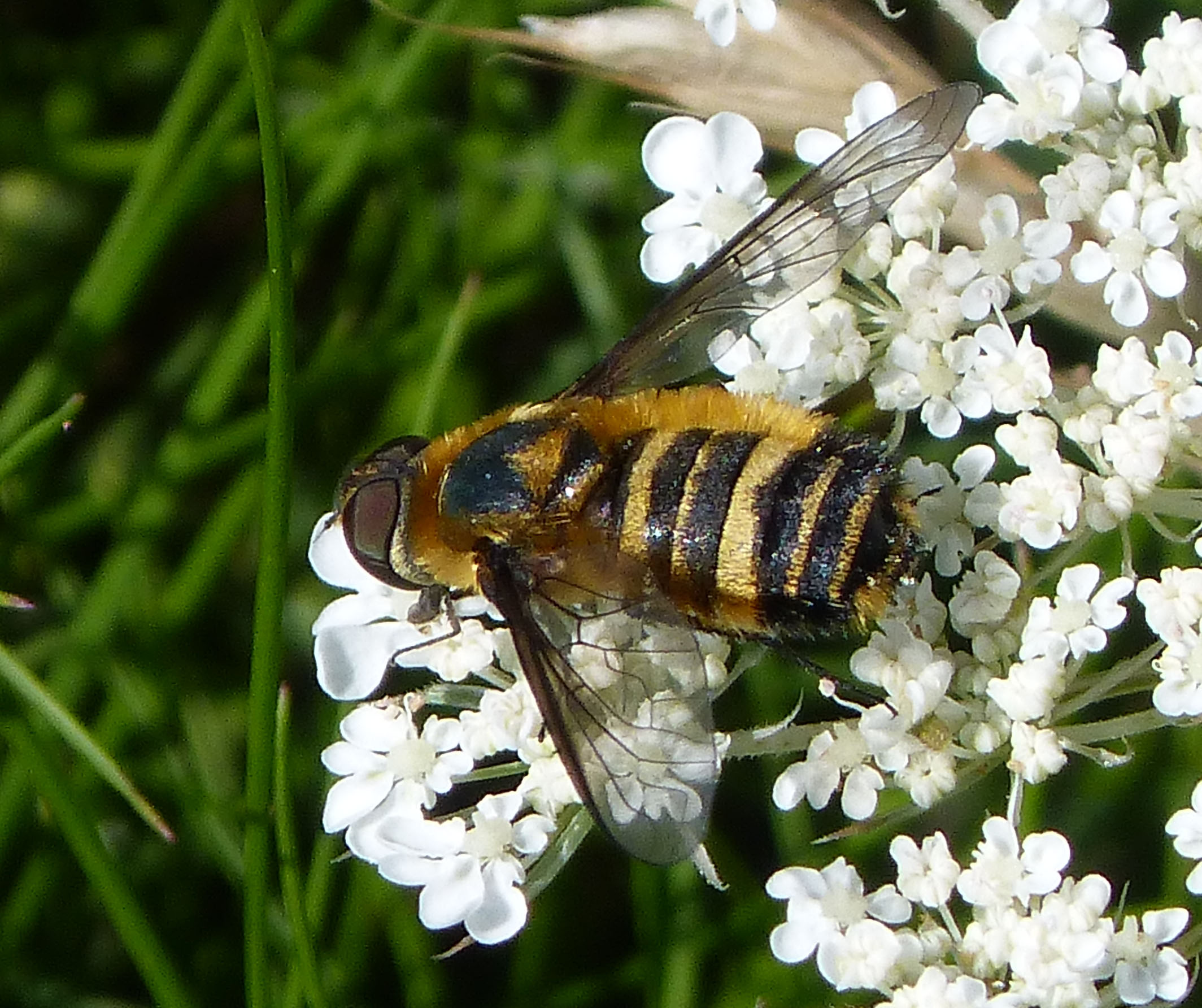
Villa cingulata

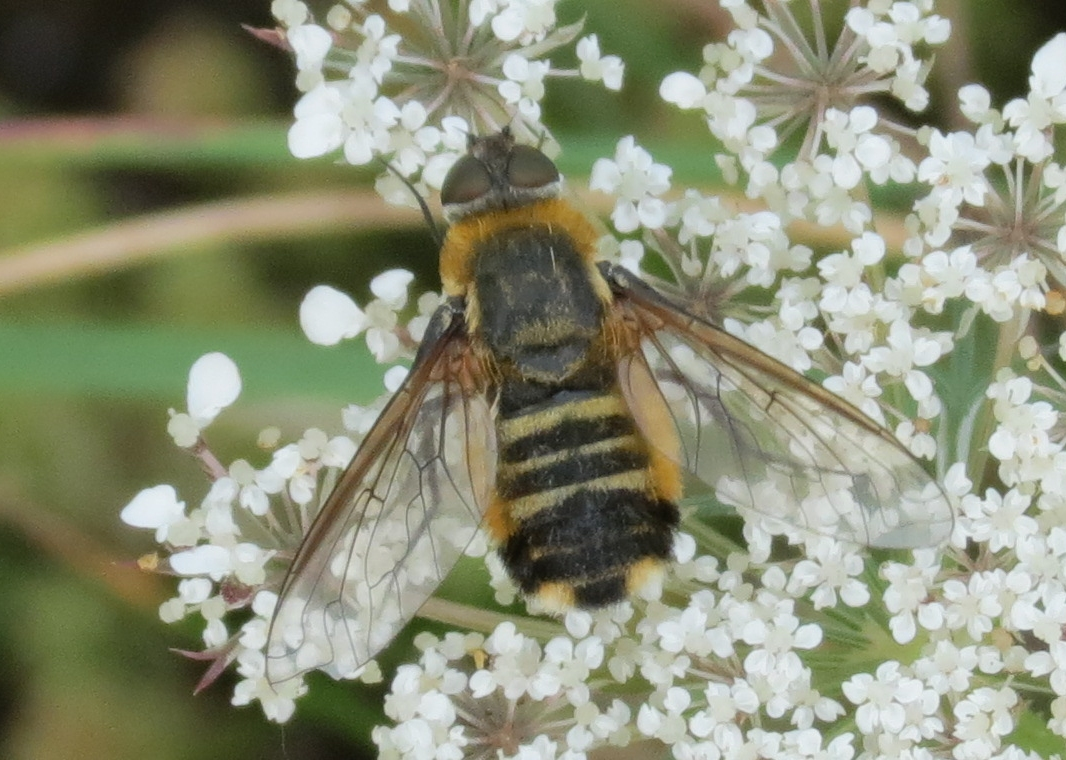
Villa modesta

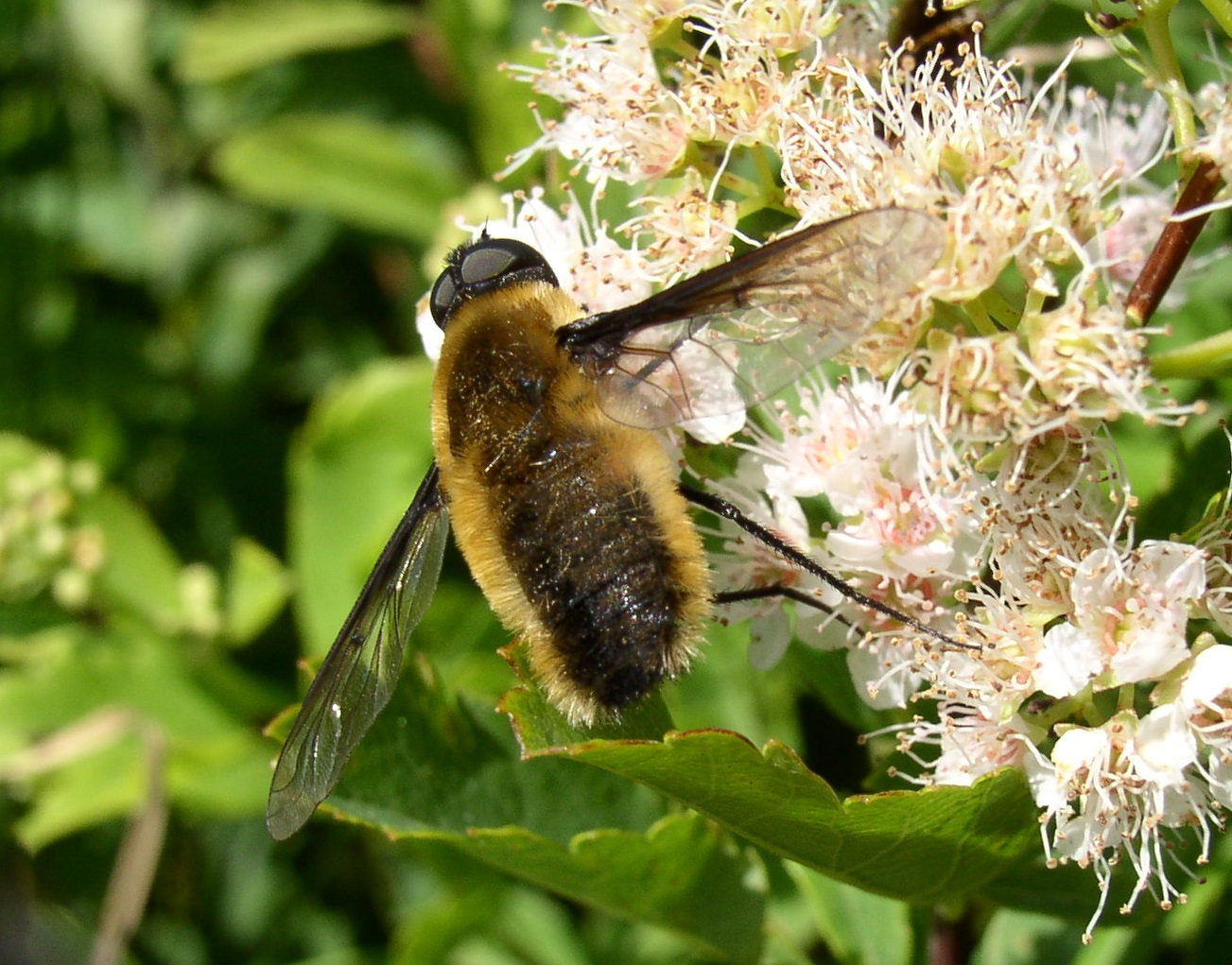
Villa fulviana

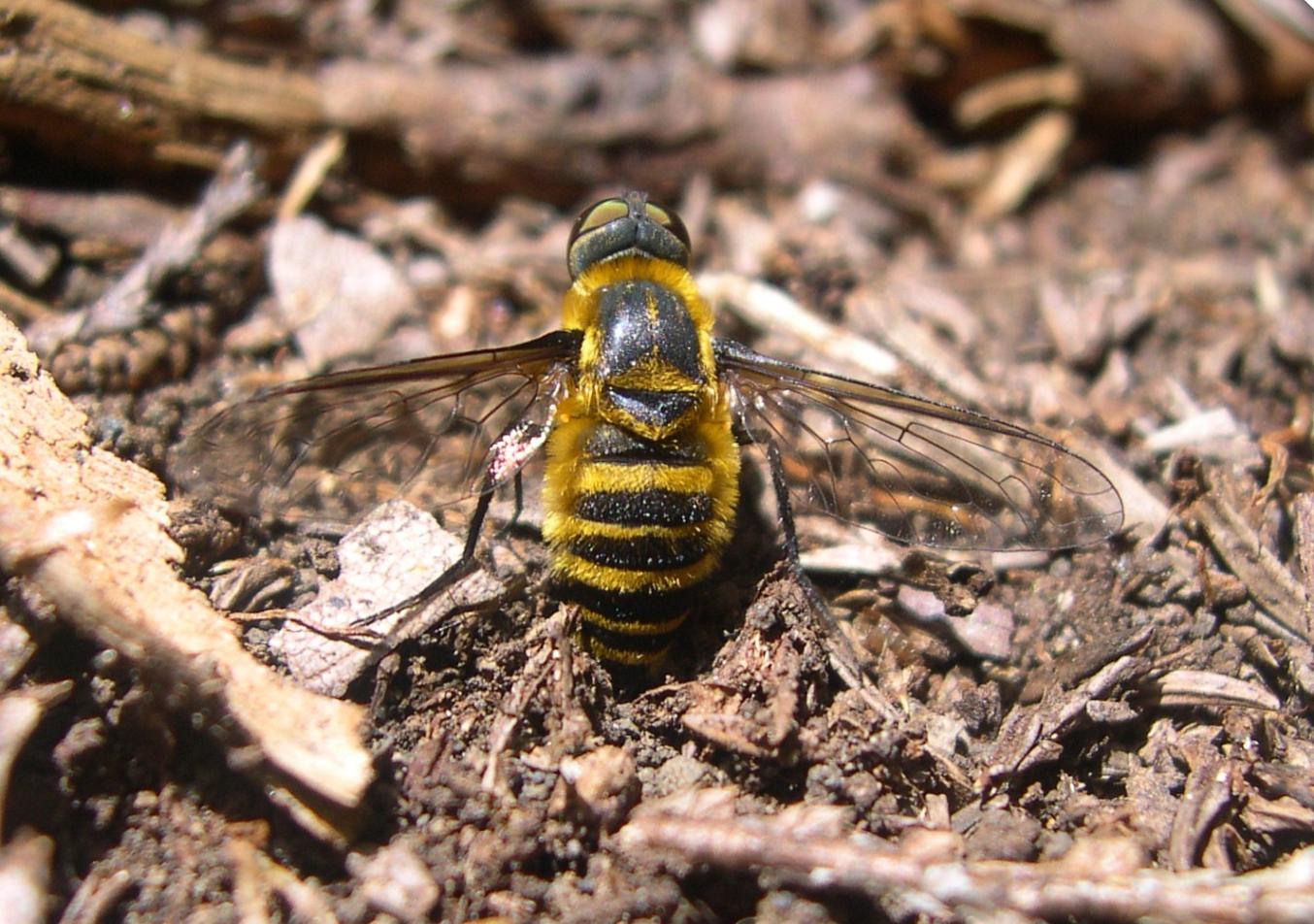
Villa limbata

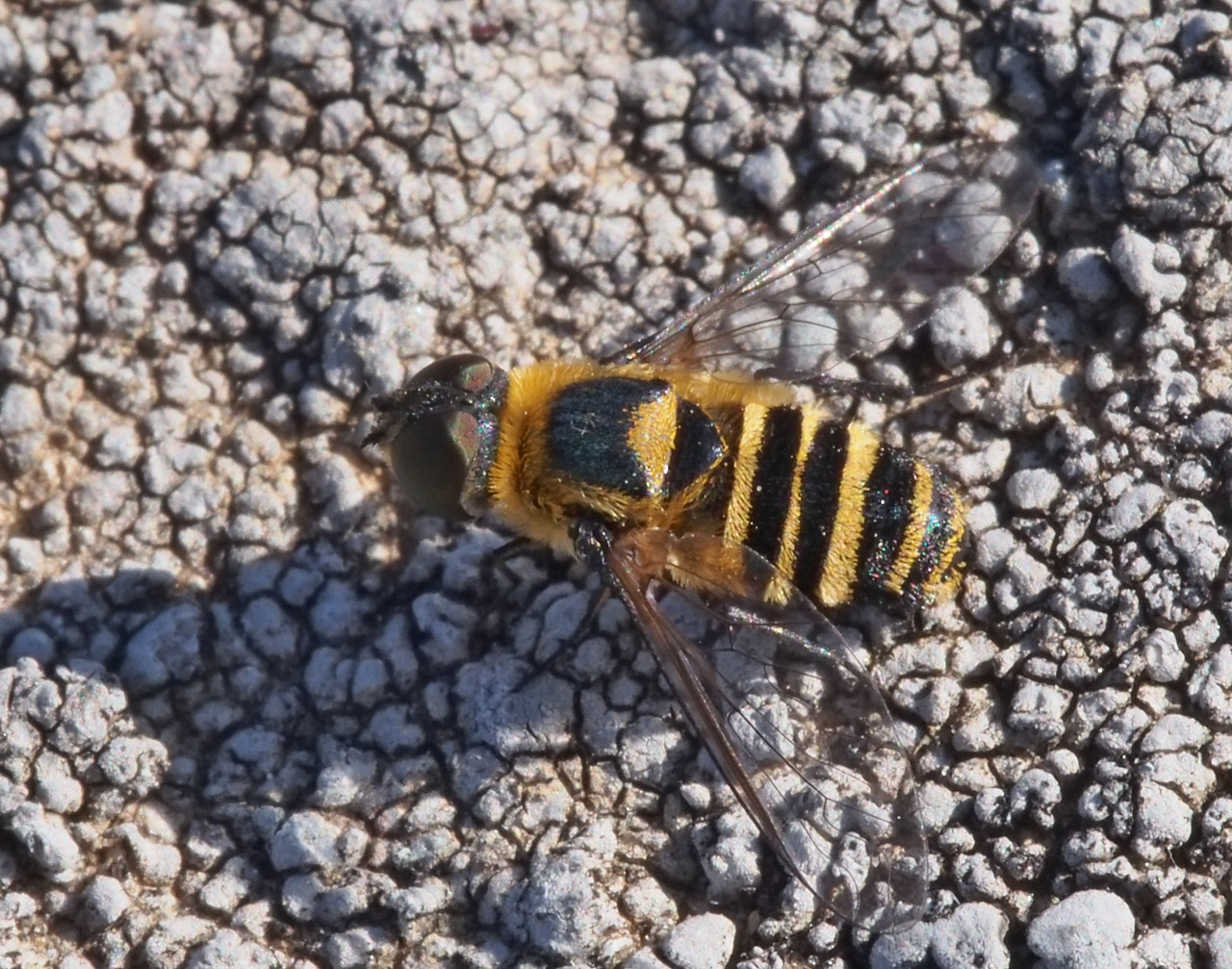
Przypuszczalnie Villa abbadon

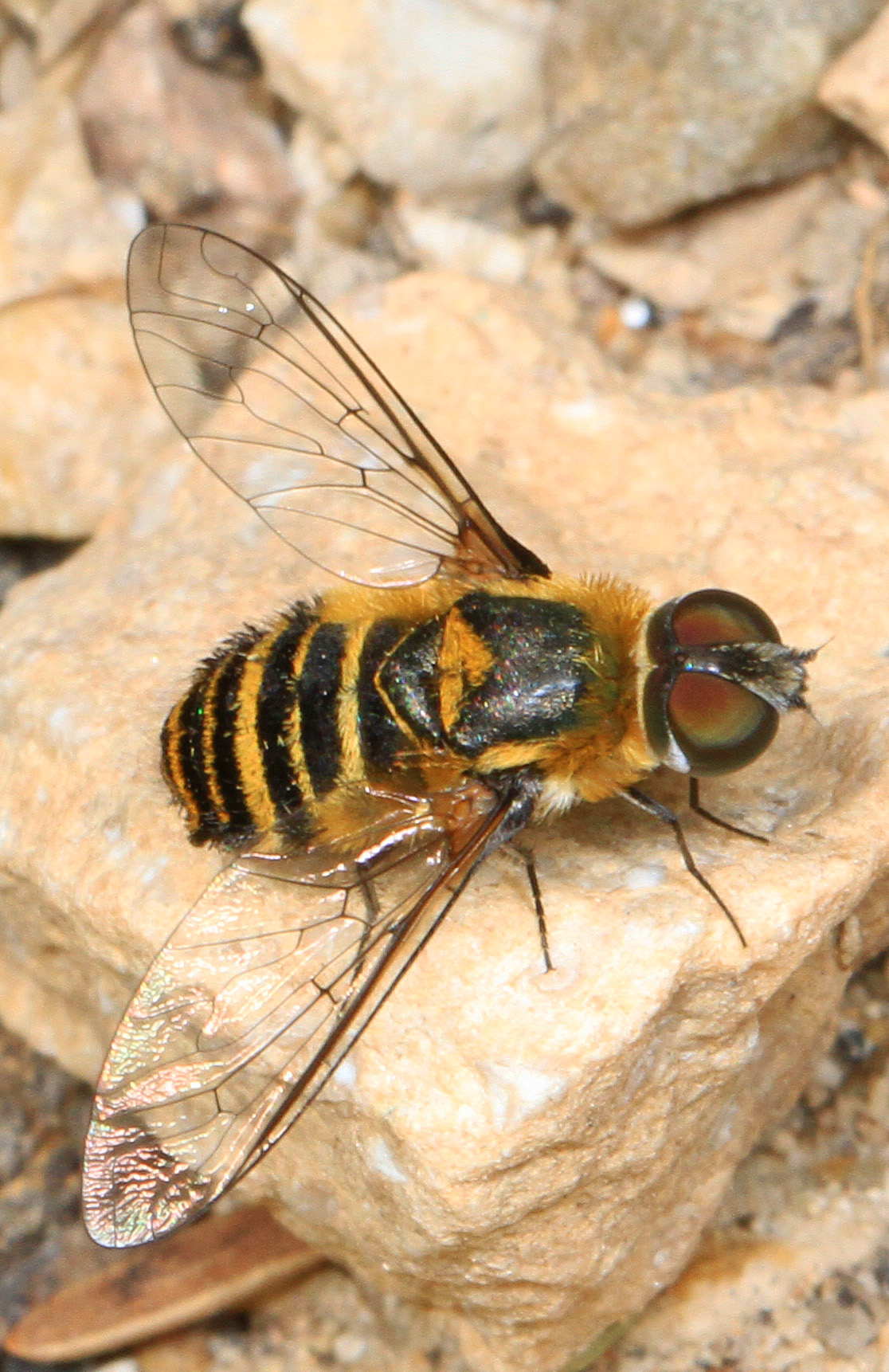
Nieoznaczony gatunek z Arizony

Słońcówka (Villa) – rodzaj muchówek z rodziny bujankowatych i podrodziny Exoprosopinae. Kosmopolityczny. Larwy są pasożytami gąsienic motyli nocnych, a rzadziej larw chrząszczy z rodziny czarnuchowatych.

## Morfologia
Muchówki o ciele długości od 5 do 17 mm. Głowa jest niemal kulista, tak szeroka lub nieco szersza od tułowia. Potylica jest dobrze wykształcona, długa, porośnięta łuskowatymi włoskami. Oczy złożone są duże, o przedzie w widoku bocznym półkolistym i o krawędzi środkowej z płytkim, kanciastym wcięciem. Często oczy złożone mają zielony połysk. Przyoczka leżą blisko tylnej krawędzi oczu złożonych na małym wzgórku przyoczkowym o różnej wysokości. U samca rozstaw oczu złożonych równy jest szerokości tegoż wzgórka. Wypukłe czoło porastają włoski sterczące oraz przylegające włoski łuskowate, często o kontrastujących barwach. Twarz porastają gęste, półwzniesione łuski wymieszane ze sztywnymi, przylegającymi włoskami. Policzki co najwyżej trochę wystają poniżej dolnej krawędzi oczu. Ryjek jest zawsze krótki, co najwyżej trochę wystający poza zagłębienie otworu gębowego. Głaszczki szczękowe są długie i smukłe. Czułki są szeroko rozstawione, krótkie, pierwszy ich człon jest co najmniej dwukrotnie dłuższy od krótkiego członu drugiego i zaopatrzony w kępki sztywnych szczecinek, zaś człon trzeci jest bulwiasty, zwieńczony krótką aristą.
Tułów jest krótki, lekko wypukły na przedzie i wyraźnie spłaszczony z tyłu, ubarwiony głównie czarno, porośnięty włoskami i łuskami o barwie złotej do czarnej. Gęste owłosienie formuje krezę na przedzie tułowia i występuje także na jego bokach, krawędzi notopleury oraz nad skrzydłami. Kształt tarczki jest trójkątny. Skrzydła są duże, szerokie, o grubym kolcu kostalnym i wyraźnym grzebyku na mocno rozszerzonej bazykoście. Zwykle skrzydła są przejrzyste z jasnożółtym lub brązowawym przydymieniem u nasady i wzdłuż przedniego brzegu, rzadko występuje rozleglejsze i ciemniejsze przydymienie, a wyjątkowo jasny wzór podobny temu u rodzaju Thyridanthrax. Odnóża są krótkie, wyposażone w szczecinki. Na przednich goleniach występować mogą drobne kolce. Użyłkowanie skrzydła cechuje się dwiema komórkami submarginalnymi i lekko rozszerzoną ku szczytowi komórką marginalną.
Odwłok jest krótki i szeroki, tak szeroki jak tułów lub szerszy od niego. Zarys ma szeroko-owalny do prostokątnego. Na przednich krawędziach tergitów od drugiego wzwyż u większości gatunków występują przepaski z łusek lub łuskowatych włosków, przy czym łatwo mogą one ulegać wytarciu. Genitalia samca mają gęste owłosienie w wierzchołkowo-grzbietowych częściach płatów nasadowych hypopygium, lekko zakrzywiony i spiczasty edeagus, położony od niego brzusznie i skierowany wierzchołkowo wyrostek edeagusa o zwykle szuflastym kształcie, trójkątne w widoku bocznym epandrium oraz dość szerokie u podstawy i silnie zwężone ku szczytowi nadprącie. Samica ma na obu bokach pokładełka szeregi prawie haczykowato zwieńczonych kolców.

## Ekologia i występowanie
Owady dorosłe latają w pełnym słońcu i chętnie odwiedzają kwiaty, zwłaszcza z rodziny astrowatych, celem żerowania na nektarze. Jaja składane są do gleby. Larwy są pasożytami gąsienic motyli nocnych, a rzadziej larw chrząszczy z rodziny czarnuchowatych.
Rodzaj kosmopolityczny, znany ze wszystkich krain zoogeograficznych. W Polsce reprezentowany jest przez 10 gatunków (zobacz: bujankowate Polski).

## Taksonomia
Rodzaj ten wprowadził w 1864 roku Paolo Lioy. W 1910 roku Daniel William Coquillett wyznaczył jego gatunkiem typowym Anthrax concinus, będący młodszym synonimem Anthrax abaddon.
Do rodzaju tego należy ponad 280 opisanych gatunków:

- Villa abbadon (Fabricius, 1794)
- Villa abeilla Hull, 1973
- Villa adusta (Loew, 1869)
- Villa aegyptiaca Engel, 1937
- Villa aenea (Coquillett, 1887)
- Villa agrippina (Osten Sacken, 1887)
- Villa albicincta Cole, 1923
- Villa albicollaris Cole, 1923
- Villa albida Becker, 1918
- Villa albissima Oldroyd, 1938
- Villa albiventris Frey, 1936
- Villa albobasalis Roberts, 1928
- Villa albovittata (Macquart, 1850)
- Villa aldabrae Greathead, 1976
- Villa alterna (Walker, 1849)
- Villa alternata (Say, 1823)
- Villa amasia (Wiedemann, 1828)
- Villa ambigua (Lynch Arribálzaga, 1878)
- Villa andamanensis Bhalla, Grewel & Kapoor, 1991
- Villa angularis (Thomson, 1869)
- Villa anna (Coquillett, 1887)
- Villa anthophoroides Hesse, 1956
- Villa aperta (Walker, 1852)
- Villa apicifera (Walker, 1865)
- Villa apiformis Hesse, 1956
- Villa apparens (Walker, 1852)
- Villa approximata (Brunetti, 1917)
- Villa aprica Roberts, 1928
- Villa aquila Yao, Yang & Evenhuis, 2009
- Villa aquila Hall, 1976
- Villa arenicola (Johnson, 1908)
- Villa argentiflua (Philippi, 1865)
- Villa argentina Bezzi, 1921
- Villa argentipennis (White, 1916)
- Villa ariditata Cole, 1923
- Villa aspiculata Hesse, 1956
- Villa aspros Yao, Yang & Evenhuis, 2008
- Villa atra Painter, 1926
- Villa atricauda Austen, 1937
- Villa atrisquama Bezzi, 1924
- Villa aureohirta Brunetti, 1909
- Villa aurepilosa Du & Yang, 1990
- Villa aurocincta (Bigot, 1892)
- Villa baluchiana (Brunetti, 1920)
- Villa barbiventris (Rondani, 1868)
- Villa belanovskyi Evenhuis & Greathead, 1999
- Villa bicingulata (Macquart, 1840)
- Villa bifenestrata (Bigot, 1892)
- Villa bigoti Hall, 1976
- Villa bivirgata Austen, 1937
- Villa bizonata Becker, 1916
- Villa bombiformis Becker, 1916
- Villa bravae Bezzi, 1920
- Villa brunettii Evenhuis & Greathead, 1999
- Villa brunnea Becker, 1916 – słońcówka korowódkowa
- Villa bryht Yang, Yao & Cui, 2012
- Villa camposi Hall, 1976
- Villa cana (Meigen, 1804)
- Villa candidata Bezzi, 1924
- Villa caprea (Coquillett, 1887)
- Villa castellana (Strobl in Czerny & Strobl, 1909)
- Villa cautor (Coquillett, 1887)
- Villa cebalosi Andréu Rubio, 1959
- Villa cerussata Yang, Yao & Cui, 2012
- Villa chionalis Hesse, 1956
- Villa chorassani (Becker in Becker & Stein, 1913)
- Villa chromolepida Cole, 1923
- Villa chrysothrix Bezzi, 1924
- Villa cingulata (Meigen, 1804)
- Villa cingulum (Wiedemann in Meigen, 1820)
- Villa clara (Walker, 1852)
- Villa claripennis (Kowarz, 1868)
- Villa clarissima (Loew, 1857)
- Villa clausa (Brunetti, 1909)
- Villa colombiana Evenhuis & Greathead, 1999
- Villa commista (Macquart, 1850)
- Villa congrua (Walker, 1852)
- Villa connexa (Macquart, 1855)
- Villa consessor (Coquillett, 1887)
- Villa consimilis (Thomson, 1869)
- Villa costata (Say, 1824)
- Villa curvirostra (Thomson, 1869)
- Villa delicata Bowden, 1962
- Villa deludens François, 1966
- Villa detecta (Walker, 1852)
- Villa dia (Wiedemann, 1824)
- Villa diminutiva (Macquart, 1846)
- Villa dioscoridae Greathead, 1969
- Villa disparilis Bowden, 1964
- Villa distincta (Meigen, 1835)
- Villa dizona (Loew, 1860)
- Villa doriae Bezzi, 1922
- Villa dubia (Macquart, 1840)
- Villa duplex Bowden, 1975
- Villa efflatouni El-Hawagry & Greathead, 2006
- Villa eucnemis François, 1961
- Villa euzona (Loew, 1869)
- Villa fallax Austen, 1937
- Villa fasciata (Meigen, 1804)
- Villa fasciculata Becker, 1916
- Villa fasciventris (Macquart in Lucas, 1847)
- Villa fauna (Fabricius, 1805)
- Villa faustina (Osten Sacken, 1887)
- Villa festiva (Philippi, 1865)
- Villa filicornis (Hesse, 1956)
- Villa fissa (Bigot, 1892)
- Villa flavalis (Hesse, 1956)
- Villa flaveola (Macquart, 1850)
- Villa flavicincta Cole, 1923
- Villa flavicrura Hall, 1976
- Villa flavida Yao, Yang & Evenhuis, 2008
- Villa flavipes (Loew, 1860)
- Villa flavocostalis Painter, 1926
- Villa fletcheri (Brunetti, 1920)
- Villa fucata Hall, 1976
- Villa fulviana (Say, 1824)
- Villa fulvipeda (Rondani, 1863)
- Villa fulvipleura Hesse, 1956
- Villa fumea Roberts, 1928
- Villa fumicosta Painter, 1962
- Villa fumipennis (Wiedemann, 1828)
- Villa furvata Du & Yang, 2009
- Villa fuscicostata (Macquart, 1846)
- Villa fuscolimbata (Brunetti, 1917)
- Villa galla Greathead, 1967
- Villa gariepina Hesse, 1956
- Villa gemella (Coquillett, 1892)
- Villa gooti François, 1969
- Villa gracilis (Macquart, 1840)
- Villa guttapennis Hall, 1976
- Villa haesitans Becker, 1916
- Villa halteralis (Kowarz, 1883)
- Villa handfordi Curran, 1935
- Villa harroyi François, 1961
- Villa harveyi (Hine, 1904)
- Villa hermannloewi Evenhuis & Greathead, 1999
- Villa hilarii (Macquart, 1840)
- Villa hottentotta (Linnaeus, 1758) – słońcówka sówkówka
- Villa humilis (Ruthe, 1831)
- Villa hyalina (Wiedemann, 1821)
- Villa hyalinipennis (Blanchard, 1854)
- Villa hybrida Hesse, 1956
- Villa hypomelas (Macquart, 1840)
- Villa inculta (Coquillett, 1892)
- Villa insignis Austen, 1937
- Villa ixion (Fabricius, 1794) – słońcówka srebrnica
- Villa johnsoni Painter, 1926
- Villa kaokoensis Hesse, 1956
- Villa karasana Hesse, 1956
- Villa karooensis Hesse, 1956
- Villa kopanghatiensis Bhalla, Grewel & Kapoor, 1991
- Villa kuehlhorni François, 1969
- Villa laevis Becker, 1915
- Villa lasia (Wiedemann, 1824)
- Villa lateralis (Say, 1823)
- Villa lepidopyga Evenhuis & Arakaki, 1980
- Villa leucochila Bezzi, 1921
- Villa leucopyga (Macquart, 1840)
- Villa leucostoma (Meigen, 1820)
- Villa levicula (Coquillett, 1894)
- Villa limbata (Coquillett, 1898)
- Villa limpida (Walker, 1852)
- Villa lineata (Walker, 1857)
- Villa lipposa (Bigot, 1892)
- Villa livia (Osten Sacken, 1887)
- Villa loewii Hesse, 1956
- Villa longicornis Lyneborg, 1965
- Villa lucens (Walker, 1852)
- Villa lucida (Walker, 1852)
- Villa luculenta Séguy, 1941
- Villa macquarti Evenhuis, 1989
- Villa manifesta (Walker, 1852)
- Villa manillae Evenhuis, 1994
- Villa melaneura (Loew, 1869)
- Villa merlei François, 1969
- Villa micrargyra (Walker, 1871)
- Villa minerva (Wiedemann, 1828)
- Villa miscella (Coquillett, 1887)
- Villa modesta (Meigen, 1820)
- Villa moerens (Philippi, 1865)
- Villa molitor (Loew, 1869)
- Villa moneta (Osten Sacken, 1887)
- Villa mouchai François, 1969
- Villa mucorea (Loew, 1869)
- Villa muscaria (Coquillett, 1892)
- Villa mutua (Walker, 1849)
- Villa myrmeleonostena (Baba, 1953)
- Villa myximyia Evenhuis, 1978
- Villa nebulo (Coquillett, 1887)
- Villa nigra Cresson, 1916
- Villa nigricauda (Loew, 1869)
- Villa nigriceps (Macquart in Webb & Berthelot, 1839)
- Villa nigrifrons (Macquart in Webb & Berthelot, 1839)
- Villa nigropecta Cresson, 1916
- Villa niphobleta (Loew, 1869)
- Villa niphobletoides Hesse, 1956
- Villa nitida Cole, 1923
- Villa nivearia Hesse, 1956
- Villa obliqua (Macquart, 1834)
- Villa obscura (Weber, 1801)
- Villa obtusa Yao, Yang & Evenhuis, 2008
- Villa occulta (Wiedemann in Meigen, 1820)
- Villa ovata (Loew, 1869)
- Villa pachystyla Hesse, 1956
- Villa pallipes (Bigot, 1892)
- Villa paniscoides Bezzi, 1912
- Villa panisca (Rossi, 1790)
- Villa parilis François, 1969
- Villa pellucida (Walker, 1852)
- Villa penai Hall, 1976
- Villa perfecta (Becker, 1906)
- Villa perimele (Wiedemann, 1828)
- Villa phaeotaenia Bezzi, 1920
- Villa philippii Evenhuis, 1978
- Villa plagiata (Walker, 1871)
- Villa praeterissima François, 1967
- Villa pretendens (Walker, 1859)
- Villa pretiosa (Coquillett, 1887)
- Villa proxima Hall, 1976
- Villa psammina Cole, 1960
- Villa purpurata (Wiedemann, 1828)
- Villa pusio (Macquart, 1840)
- Villa quadricincta (Rondani, 1863)
- Villa quinqueguttata Roberts, 1928
- Villa rava Roberts, 1928
- Villa resurgens (Walker, 1849)
- Villa ruficeps (Macquart, 1840)
- Villa rufipes (Macquart, 1840)
- Villa rufula Yang, Yao & Cui, 2012
- Villa sabina (Osten Sacken, 1887)
- Villa salebrosa Painter, 1926
- Villa satanas Becker, 1916
- Villa schineri Evenhuis, 1978
- Villa scrobiculata (Loew, 1869)
- Villa scrutata (Wiedemann in Meigen, 1820)
- Villa sejungenda (Rondani, 1863)
- Villa semifuscata (Brunetti, 1920)
- Villa semihyalina (de Meijere, 1907)
- Villa semilimpida (Wiedemann, 1828)
- Villa senecio (Loew, 1869)
- Villa sesivora Greathead & Karimpour, 2006
- †Villa setosa (Cockerell, 1916)
- Villa sexfasciata (Wiedemann, 1821)
- Villa shawii (Johnson, 1908)
- Villa sodom (Williston, 1893)
- Villa sonorensis Cole, 1923
- Villa squamigera (Coquillett, 1892)
- Villa stenozoides El-Hawagry & Greathead, 2006
- Villa stenozona (Loew, 1869)
- Villa stenozonella Evenhuis & Greathead, 1999
- Villa subannula (Walker, 1849)
- Villa sulfurea Yang, Yao & Cui, 2012
- Villa supina (Coquillett, 1887)
- Villa syphax (Fabricius, 1798)
- Villa tashkentica Paramonov, 1925
- Villa tasmanica (Hardy, 1924)
- Villa telluris (Coquillett, 1892)
- Villa terrena (Coquillett, 1892)
- Villa tomentosa Becker, 1916
- Villa translata (Walker, 1852)
- Villa transversa (Brunetti, 1920)
- Villa trifida Hall, 1976
- Villa trivincula Roberts, 1928
- Villa troglodyta (Fabricius, 1775)
- Villa turcomana (Paramonov, 1927)
- Villa turneri Hesse, 1956
- Villa unicingulata (Macquart, 1840)
- Villa unifasciata (Macquart, 1840)
- Villa vacans (Coquillett, 1887)
- Villa validicornis Bezzi, 1923
- Villa valparaisensis Hall, 1976
- Villa vanduzeei Cole, 1923
- Villa vastititas Cole, 1923
- Villa velox (White, 1916)
- Villa ventruosa (Loew, 1869)
- Villa venus Greathead, 1967
- Villa verdensis Oldroyd, 1938
- Villa vestita (Walker, 1849)
- Villa vitrea (Walker, 1852)
- Villa vitripennis (Loew, 1860)
- Villa xinjiangana Du, Yang, Yao & Yang, 2008
- Villa zonipennis Evenhuis, 1978